# Phases (Alma e French Montana)
Phaes è un singolo della cantante finlandese Alma e del rapper statunitense French Montana, pubblicato il 21 settembre 2017.

## Video musicale
Il video musicale, diretto da Charli XCX e girato a New York e Londra, è stato reso disponibile il 12 ottobre 2017. Nello stesso anno la clip ha ottenuto una candidatura come video musicale dell'anno agli Emma gaala della Musiikkituottajat.

## Tracce
Testi e musiche di Alma Sofia Miettinen, Karim Kharbouch, Charlotte Emma Aitchison, Noonie Bao e Sasha Sloan.
Download digitale
1. Phases – 3:23

Download digitale – Autograf Remix
1. Phases (Autograf Remix) – 3:42

Download digitale – Acoustic Version
1. Phases (Acoustic Version) – 3:33

## Formazione
Musicisti
- Alma – voce
- French Montana – voce

Produzione
- Charlie Handsome – produzione
- Rex Kudo – produzione
- Styalz Fuego – produzione
- Chris Gehringer – mastering
- Chris Galland – missaggio
- Manny Marroquin – missaggio

## Classifiche
| Classifica (2017) | Posizione massima |
| ----------------- | ----------------- |
| Belgio (Vallonia) | 81                |
| Finlandia         | 14                |
| Regno Unito       | 88                |
| Svezia            | 82                |
| Svizzera          | 97                |